# زبان کانتابری
زبان کانتابری از زبان‌های آستوری-لئونی رایج در اسپانیا است که از زبان‌های رومی بشمار می‌رود. این زبان در منطقه کانتابریا رایج است و گویشهای متعددی را شامل می‌گردد. کانتابری گاهی بعنوان گویشی از آستوریایی و گاهی بعنوان گویشی از اسپانیایی شمرده می‌شود. یونسکو در سال ۲۰۰۹ زبان کانتابری را در فهرست زبان‌های در معرض خطر قرار داده‌است.

## نمونه زبانی
| لاتین     | آستور-لئونی  | کانتابری   | اسپانیایی | فارسی    |
| --------- | ------------ | ---------- | --------- | -------- |
| altum     | altu         | altu       | alto      | بلند     |
| quasi     | cuasi        | casi       | casi      | اغلب     |
| dicere    | dicir        | dicir/icir | decir     | گفتن     |
| facere    | facer/facere | jacer      | hacer     | کردن     |
| focum     | fueu/fuegu   | jueu/juegu | fuego     | آتش      |
| flammam   | llama        | llama      | llama     | شعله     |
| legere    | lleer        | leyer      | leer      | خواندن   |
| linguam   | llingua      | lengua     | lengua    | زبان     |
| matrem    | madre        | madri      | madre     | مادر     |
| monstrare | mostrar      | amuestrar  | mostrar   | نمایاندن |
| tussem    | tose         | tus        | tos       | سرفه     |